# Élections législatives de 1981 dans les Yvelines
Les élections législatives françaises de 1981 dans les Yvelines se déroulent les 14 et 21 juin 1981.

## Élus
| Circonscription | Député sortant                              | Parti | Parti    | Député élu ou réélu | Parti | Parti |
| --------------- | ------------------------------------------- | ----- | -------- | ------------------- | ----- | ----- |
| 1re             | Pierre Bourson                              |       | UDF (PR) | Jean Le Gars        |       | PS    |
| 2e              | Michel Péricard                             |       | RPR      | Michel Péricard     |       | RPR   |
| 3e              | Michel Rocard                               |       | PS       | Michel Rocard       |       | PS    |
| 4e              | Marc Lauriol                                |       | RPR      | Marc Lauriol        |       | RPR   |
| 5e              | Étienne Pinte                               |       | RPR      | Étienne Pinte       |       | RPR   |
| 6e              | Robert Wagner                               |       | RPR      | Robert Wagner       |       | RPR   |
| 7e              | Christian Coumel* suppléant de Pierre Ribes |       | RPR      | Bernard Schreiner   |       | PS    |
| 8e              | Nicolas About                               |       | UDF (PR) | Guy Malandain       |       | PS    |

## Positionnement des partis
Dans le département, le Parti socialiste et le Parti communiste français, sous l'appellation « majorité d'union de la gauche », présentent des candidats dans les huit circonscriptions, tout comme la majorité sortante, réunie dans l'Union pour la nouvelle majorité, qui soutient neuf candidats. Dans le détail, on compte 6 candidats RPR et 3 UDF.
Le Parti socialiste unifié présente des candidats sous l'étiquette « Alternative 81 » dans les 4e, 5e, 6e, 7e et 8e circonscriptions,  et « Aujourd'hui l'écologie » (écologistes proches de Brice Lalonde, ex-candidat à la présidentielle) dans les circonscriptions de Marly-le-Roi (4e) et Versailles-Nord (5e).
Enfin, le Mouvement des démocrates de Michel Jobert se présente dans les circonscriptions de Versailles-Sud (6e) et Trappes - Rambouillet (8e), sous l'appellation « Rassemblement démocrate pour le progrès »

## Résultats

### Résultats à l'échelle du département
| Parti          | Parti                                  | Premier tour | Premier tour | Second tour | Second tour | Sièges |
| Parti          | Parti                                  | Voix         | %            | Voix        | %           | Sièges |
| -------------- | -------------------------------------- | ------------ | ------------ | ----------- | ----------- | ------ |
|                | Parti socialiste                       | 173 887      | 34,90        | 167 705     | 55,94       | 4      |
|                | Parti communiste français              | 62 571       | 12,56        | Retrait     | Retrait     | 0      |
|                | Mouvement des radicaux de gauche       | 3 400        | 0,68         |             |             | 0      |
|                | Majorité présidentielle                | 239 858      | 48,14        | 167 705     | 55,94       | 4      |
|                |                                        |              |              |             |             |        |
|                | Rassemblement pour la République       | 160 843      | 32,28        | 61 775      | 20,61       | 4      |
|                | Union pour la démocratie française     | 72 623       | 14,58        | 70 315      | 23,45       | 0      |
|                | Divers droite                          | 1 951        | 0,39         |             |             | 0      |
|                | Mouvement des démocrates               | 1 896        | 0,38         | 0           |             |        |
|                | Fédération des républicains de progrès | 1 632        | 0,33         | 0           |             |        |
|                | Union pour la nouvelle majorité        | 238 945      | 47,96        | 132 090     | 44,06       | 4      |
|                |                                        |              |              |             |             |        |
|                | Divers écologiste                      | 6 850        | 1,37         |             |             | 0      |
|                | Parti socialiste unifié                | 5 289        | 1,06         | 0           |             |        |
|                | Extrême droite                         | 3 766        | 0,76         | 0           |             |        |
|                | Extrême gauche (dont LO et LCR)        | 3 539        | 0,71         | 0           |             |        |
|                |                                        |              |              |             |             |        |
| Inscrits       | Inscrits                               | 713 759      | 100,00       | 405 672     | 100,00      | 8      |
| Abstentions    | Abstentions                            | 210 082      | 29,43        | 101 116     | 24,93       |        |
| Votants        | Votants                                | 503 677      | 70,57        | 304 556     | 75,07       |        |
| Blancs et nuls | Blancs et nuls                         | 5 430        | 1,08         | 4 761       | 1,56        |        |
| Exprimés       | Exprimés                               | 498 247      | 98,92        | 299 795     | 98,44       |        |

### Résultats par circonscription

#### Première circonscription (Maisons-Laffitte)
| Candidat       | Candidat               | Parti             | Premier tour | Premier tour | Second tour | Second tour |  |
| Candidat       | Candidat               | Parti             | Voix         | %            | Voix        | %           |  |
| -------------- | ---------------------- | ----------------- | ------------ | ------------ | ----------- | ----------- |  |
|                | Pierre Bourson sortant | UDF (UNM)         | 21 141       | 43,91        | 24 667      | 48,52       |  |
|                | Jean Le Gars élu       | PS                | 15 471       | 32,13        | 26 174      | 51,48       |  |
|                | François Hilsum        | PCF               | 8 669        | 18,00        | Retrait     | Retrait     |  |
|                | Pascale Molet          | Divers écologiste | 877          | 1,82         |             |             |  |
|                | Solange Berneron       | Divers écologiste | 852          | 1,77         |             |             |  |
|                | Jacques-Michel Frénot  | FN                | 688          | 1,43         |             |             |  |
|                | Denis Vidal            | Divers droite     | 237          | 0,49         |             |             |  |
|                | Pierre Leconte         | CCA               | 213          | 0,44         |             |             |  |
|                |                        |                   |              |              |             |             |  |
| Inscrits       | Inscrits               | Inscrits          | 69 236       | 100,00       | 69 222      | 100,00      |  |
| Abstentions    | Abstentions            | Abstentions       | 20 698       | 29,89        | 17 558      | 25,36       |  |
| Votants        | Votants                | Votants           | 48 538       | 70,11        | 51 664      | 74,64       |  |
| Blancs et nuls | Blancs et nuls         | Blancs et nuls    | 390          | 0,8          | 823         | 1,59        |  |
| Exprimés       | Exprimés               | Exprimés          | 48 148       | 99,2         | 50 841      | 98,41       |  |

#### Deuxième circonscription (Saint-Germain-en-Laye)
|                | Michel Péricard sortant réélu | RPR (UNM)      | 36 495 | 56,65  |  |  |  |
|                | Jacqueline Penez              | PS             | 19 443 | 30,18  |  |  |  |
|                | Pierre Soulat                 | PCF            | 6 425  | 9,97   |  |  |  |
|                | Philippe Ferré                | PFN            | 760    | 1,18   |  |  |  |
|                | Thierry Rogister              | FN             | 718    | 1,11   |  |  |  |
|                | Maurice Mercante              | Divers droite  | 580    | 0,90   |  |  |  |
|                |                               |                |        |        |  |  |  |
| Inscrits       | Inscrits                      | Inscrits       | 92 563 | 100,00 |  |  |  |
| Abstentions    | Abstentions                   | Abstentions    | 27 419 | 29,62  |  |  |  |
| Votants        | Votants                       | Votants        | 65 144 | 70,38  |  |  |  |
| Blancs et nuls | Blancs et nuls                | Blancs et nuls | 723    | 1,11   |  |  |  |
| Exprimés       | Exprimés                      | Exprimés       | 64 421 | 98,89  |  |  |  |

#### Troisième circonscription (Poissy - Conflans-Sainte-Honorine)
| Candidat                                 | Candidat                    | Parti               | Premier tour | Premier tour | Second tour | Second tour |  |
| Candidat                                 | Candidat                    | Parti               | Voix         | %            | Voix        | %           |  |
| ---------------------------------------- | --------------------------- | ------------------- | ------------ | ------------ | ----------- | ----------- |  |
|                                          | Michel Rocard sortant réélu | PS                  | 39 892       | 48,07        | 52 541      | 60,31       |  |
|                                          | Bruno Mégret                | RPR (UNM)           | 21 331       | 25,70        | 34 577      | 39,69       |  |
|                                          | Michel Humbert              | UDF (UNM)           | 10 518       | 12,67        |             |             |  |
|                                          | Roger Le Toullec            | PCF                 | 10 031       | 12,08        |             |             |  |
|                                          | Alain Luguet                | Extrême gauche (LO) | 1 093        | 1,32         |             |             |  |
|                                          | Éric Deriaz                 | FN                  | 118          | 0,14         |             |             |  |
|                                          |                             |                     |              |              |             |             |  |
| Inscrits                                 | Inscrits                    | Inscrits            | 122 261      | 100,00       | 122 244     | 100,00      |  |
| Abstentions                              | Abstentions                 | Abstentions         | 38 262       | 31,3         | 33 641      | 27,52       |  |
| Votants                                  | Votants                     | Votants             | 83 999       | 68,7         | 88 603      | 72,48       |  |
| Blancs et nuls                           | Blancs et nuls              | Blancs et nuls      | 1 016        | 1,21         | 1 485       | 1,68        |  |
| Exprimés                                 | Exprimés                    | Exprimés            | 82 983       | 98,79        | 87 118      | 98,32       |  |
| Source : Sud Ouest du 17 juin 1981, p. 4 |                             |                     |              |              |             |             |  |

#### Quatrième circonscription (Marly-le-Roi)
|                | Marc Lauriol sortant réélu | RPR (UNM)      | 31 821 | 54,29  |  |  |  |
|                | Bernadette Ragot           | PS             | 16 707 | 28,5   |  |  |  |
|                | Janine Thomas              | PCF            | 4 271  | 7,29   |  |  |  |
|                | Georges Bodu               | MÉP            | 2 470  | 4,21   |  |  |  |
|                | Danièle Sacriste           | MRG            | 1 814  | 3,09   |  |  |  |
|                | Bernard Besançon           | PSU            | 1 533  | 2,62   |  |  |  |
|                | Marc-Erick Jacomella       | PFN            | 2      | 0      |  |  |  |
|                |                            |                |        |        |  |  |  |
| Inscrits       | Inscrits                   | Inscrits       | 83 546 | 100,00 |  |  |  |
| Abstentions    | Abstentions                | Abstentions    | 24 436 | 29,25  |  |  |  |
| Votants        | Votants                    | Votants        | 59 110 | 70,75  |  |  |  |
| Blancs et nuls | Blancs et nuls             | Blancs et nuls | 492    | 0,83   |  |  |  |
| Exprimés       | Exprimés                   | Exprimés       | 58 618 | 99,17  |  |  |  |

#### Cinquième circonscription (Versailles-Nord/Ouest)
|                | Étienne Pinte sortant réélu | RPR (UNM)      | 24 817 | 53,78  |  |  |  |
|                | Alain Bron                  | PS             | 11 548 | 25,03  |  |  |  |
|                | Jean Cuguen                 | PCF            | 6 485  | 14,05  |  |  |  |
|                | André Hautot                | MÉP            | 1 344  | 2,91   |  |  |  |
|                | Georges Martini             | FN             | 686    | 1,49   |  |  |  |
|                | Marc Curot                  | Divers droite  | 682    | 1,48   |  |  |  |
|                | Jean-Jacques Ughetto        | PSU            | 581    | 1,26   |  |  |  |
|                |                             |                |        |        |  |  |  |
| Inscrits       | Inscrits                    | Inscrits       | 66 050 | 100,00 |  |  |  |
| Abstentions    | Abstentions                 | Abstentions    | 19 622 | 29,71  |  |  |  |
| Votants        | Votants                     | Votants        | 46 428 | 70,29  |  |  |  |
| Blancs et nuls | Blancs et nuls              | Blancs et nuls | 285    | 0,61   |  |  |  |
| Exprimés       | Exprimés                    | Exprimés       | 46 143 | 99,39  |  |  |  |

#### Sixième circonscription (Versailles-Sud/Est)
|                | Robert Wagner sortant réélu | RPR (UNM)      | 24 032 | 52,12  |  |  |  |
|                | Roland Nadaus               | PS             | 16 015 | 34,73  |  |  |  |
|                | Robert Rondeau              | PCF            | 3 912  | 8,48   |  |  |  |
|                | Michel Arnaud               | PSU            | 978    | 2,12   |  |  |  |
|                | Bernard Nicolaïeff          | MDD            | 718    | 1,56   |  |  |  |
|                | Jean-Michel Taicher         | Divers droite  | 452    | 0,98   |  |  |  |
|                |                             |                |        |        |  |  |  |
| Inscrits       | Inscrits                    | Inscrits       | 65 944 | 100,00 |  |  |  |
| Abstentions    | Abstentions                 | Abstentions    | 19 345 | 29,34  |  |  |  |
| Votants        | Votants                     | Votants        | 46 599 | 70,66  |  |  |  |
| Blancs et nuls | Blancs et nuls              | Blancs et nuls | 492    | 1,06   |  |  |  |
| Exprimés       | Exprimés                    | Exprimés       | 46 107 | 98,94  |  |  |  |

#### Septième circonscription (Mantes-la-Jolie)
| Candidat       | Candidat              | Parti                | Premier tour | Premier tour | Second tour | Second tour |  |
| Candidat       | Candidat              | Parti                | Voix         | %            | Voix        | %           |  |
| -------------- | --------------------- | -------------------- | ------------ | ------------ | ----------- | ----------- |  |
|                | Pierre Ribes sortant  | RPR (UNM)            | 22 347       | 37,65        | 27 198      | 42,56       |  |
|                | Bernard Schreiner élu | PS                   | 20 067       | 33,81        | 36 703      | 57,44       |  |
|                | Maurice Quettier      | PCF                  | 11 741       | 19,78        | Retrait     | Retrait     |  |
|                | Jean-Marie Georgelin  | Divers droite (FRP)  | 1 632        | 2,75         |             |             |  |
|                | José Le Moigne        | Divers écologiste    | 1 307        | 2,20         |             |             |  |
|                | Jean-Pierre Simon     | FN                   | 721          | 1,21         |             |             |  |
|                | Étienne Grumbach      | Extrême gauche (PSU) | 677          | 1,14         |             |             |  |
|                | Guy Bélier            | Extrême gauche (LO)  | 552          | 0,93         |             |             |  |
|                | Gérard Leplaideur     | Extrême gauche (FS)  | 241          | 0,41         |             |             |  |
|                | Georges Meunier       | Extrême droite (PFN) | 73           | 0,12         |             |             |  |
|                |                       |                      |              |              |             |             |  |
| Inscrits       | Inscrits              | Inscrits             | 84 880       | 100,00       | 84 859      | 100,00      |  |
| Abstentions    | Abstentions           | Abstentions          | 24 531       | 28,9         | 19 636      | 23,14       |  |
| Votants        | Votants               | Votants              | 60 349       | 71,1         | 65 223      | 76,86       |  |
| Blancs et nuls | Blancs et nuls        | Blancs et nuls       | 991          | 1,64         | 1 322       | 2,03        |  |
| Exprimés       | Exprimés              | Exprimés             | 59 358       | 98,36        | 63 901      | 97,97       |  |

#### Huitième circonscription (Trappes - Rambouillet)
| Candidat       | Candidat              | Parti                | Premier tour | Premier tour | Second tour | Second tour |  |
| Candidat       | Candidat              | Parti                | Voix         | %            | Voix        | %           |  |
| -------------- | --------------------- | -------------------- | ------------ | ------------ | ----------- | ----------- |  |
|                | Nicolas About sortant | UDF (PR)             | 40 964       | 44,30        | 45 648      | 46,61       |  |
|                | Guy Malandain élu     | PS                   | 34 744       | 37,57        | 52 287      | 53,39       |  |
|                | Jacqueline Hoffmann   | PCF                  | 11 037       | 11,94        |             |             |  |
|                | Michel Grassart       | MRG                  | 1 586        | 1,72         |             |             |  |
|                | Jean-Yves Métayer     | Extrême gauche (PSU) | 1 520        | 1,64         |             |             |  |
|                | Denis Despré          | Divers droite (MDD)  | 1 178        | 1,27         |             |             |  |
|                | Jean-Claude Cotentin  | Extrême gauche (LO)  | 834          | 0,90         |             |             |  |
|                | Didier Malinosky      | Extrême gauche (LCR) | 606          | 0,66         |             |             |  |
|                |                       |                      |              |              |             |             |  |
| Inscrits       | Inscrits              | Inscrits             | 129 279      | 100,00       | 129 344     | 100,00      |  |
| Abstentions    | Abstentions           | Abstentions          | 35 769       | 27,67        | 30 278      | 23,41       |  |
| Votants        | Votants               | Votants              | 93 510       | 72,33        | 99 066      | 76,59       |  |
| Blancs et nuls | Blancs et nuls        | Blancs et nuls       | 1 041        | 1,11         | 1 131       | 1,14        |  |
| Exprimés       | Exprimés              | Exprimés             | 92 469       | 98,89        | 97 935      | 98,86       |  |